# Raul Freixes
Raul Freixes é um comunicador e político brasileiro. Foi prefeito de Aquidauana no período (1997 - 2000) pelo PSDB. Foi eleito deputado estadual em 2002 pelo PST com 10.956 votos. Em 2006, filiado ao PTB tentou a reeleição, porém ficou apenas na suplência com 14.026 votos. Em 2008, filiado ao PDT, chegou a registrar candidatura a vice-prefeito de Aquidauana na chapa do pecuarista Odilon Ribeiro, porém desistiu da candidatura no decorrer da campanha e passou a apoiar o candidato do PMDB, Fauzi Suleiman. Nas eleições de 2010, Raul voltou a se candidatar a deputado estadual pelo PTdoB na coligação "Amor, Trabalho e Fé" liderada pelo candidato a governador André Puccinelli, porém teve seu registro de candidatura negado pelo Tribunal Regional Eleitoral de Mato Grosso do Sul.